# Carl Alexander von Martius

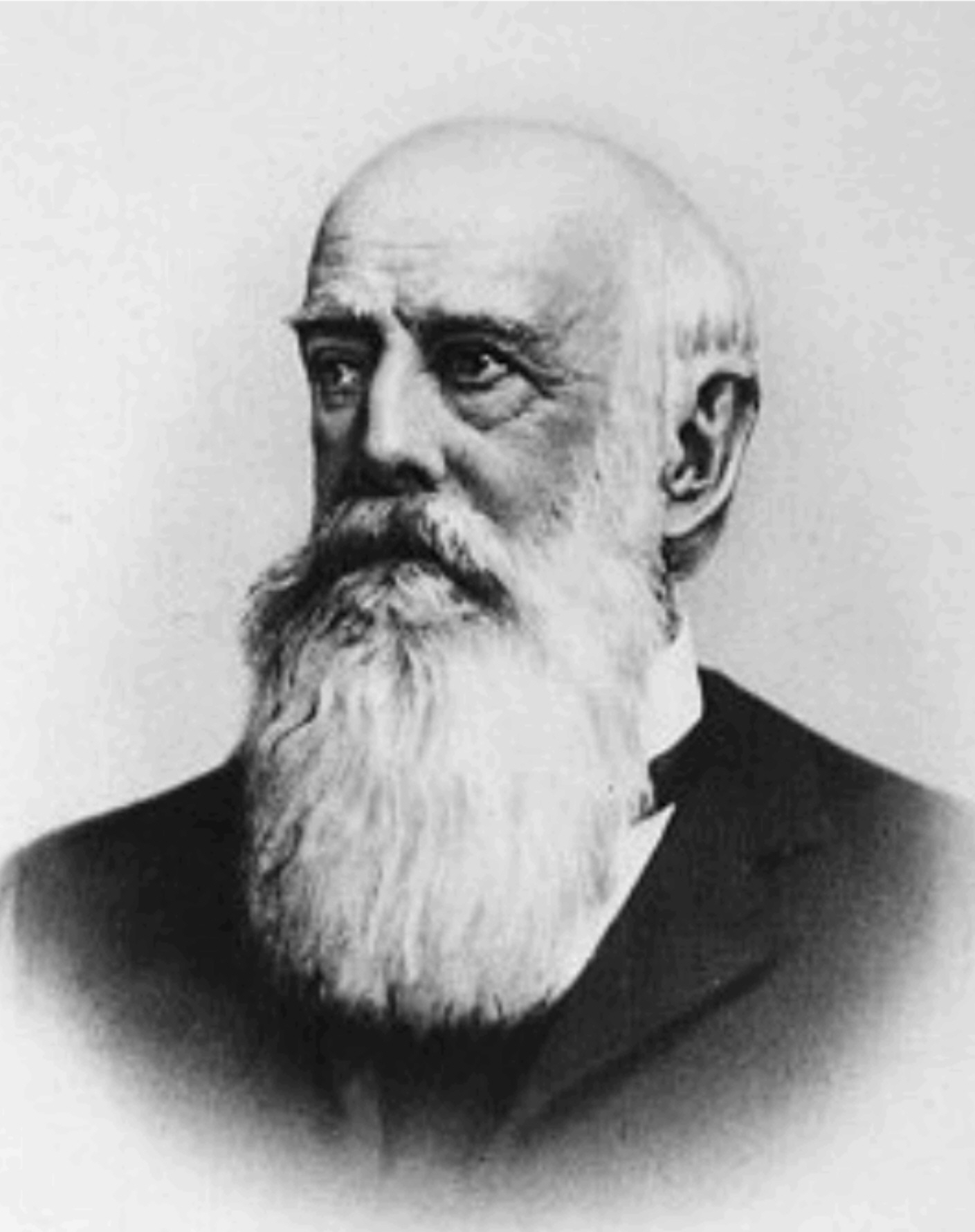
Carl Alexander von Martius, um 1915

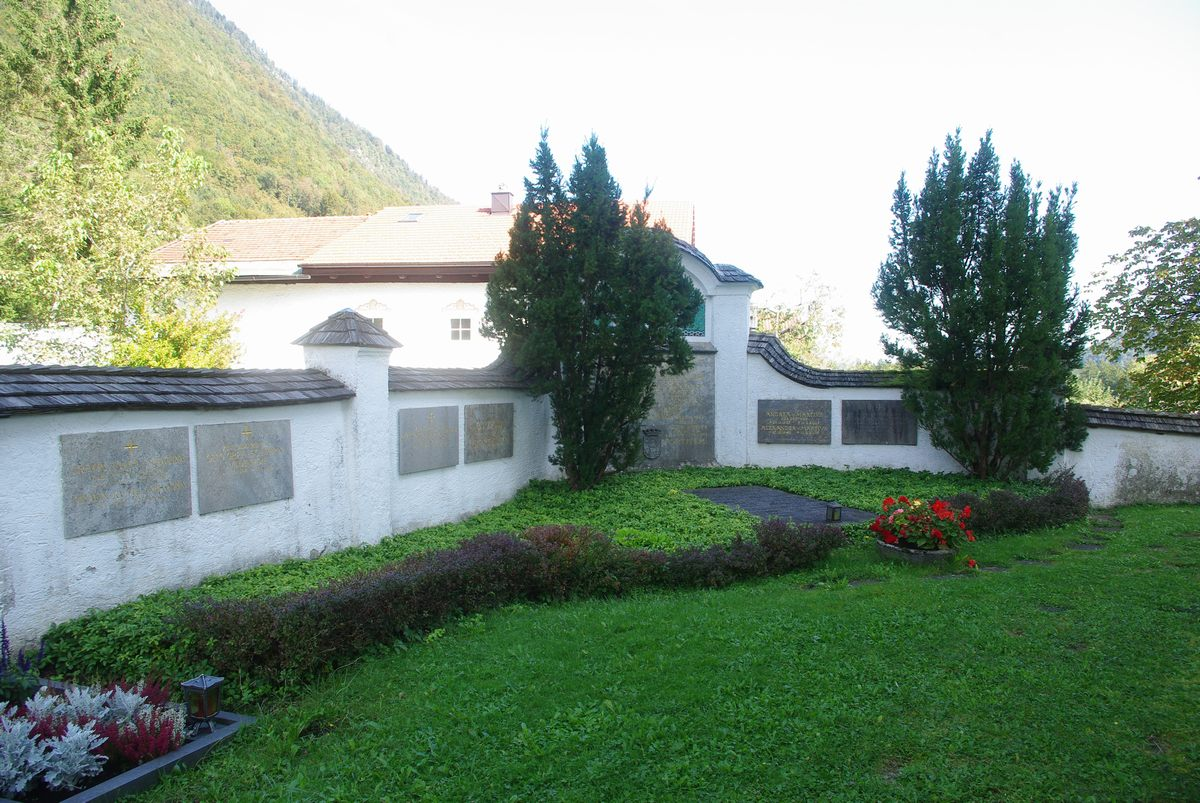
Grab auf dem Friedhof in Nonn

Carl Alexander Martius, ab 1903 Carl Alexander von Martius, (* 19. Januar 1838 in München; † 26. Februar 1920 auf dem Stauffenhof in Nonn) war ein deutscher Chemiker und Unternehmer.

## Familie
Carl Alexander von Martius ist ein Abkömmling einer einst aus Umbrien stammenden Familie, die mit dem Gelehrten Galeottus Martius (1427–1497) im Jahr 1461 als Geheimschreiber und Lehrer an den Hof von König Matthias Corvinus nach Ungarn kam und um 1731 mit dem Pfarrer und Fürstlich Brandenburg-Kulmbacher Inspektor Georg Martius in Redwitz an der Rodach nachweislich erstmals in Deutschland vertreten ist. Carl Martius, Sohn des 1820 in den bayerischen persönlichen Adel erhobenen Botanikers und Naturforschers Carl Friedrich Philipp von Martius (1794–1868), heiratete am 15. Mai 1872 in Berlin Margarete Veit (* 24. August 1853 in Berlin; † 1. August 1926 auf dem Stauffenhof bei Nonn). Martius wurde am 16. Februar 1903 von Wilhelm II. als König von Preußen in den erblichen Adelsstand erhoben.

## Leben
Martius studierte Chemie. 1859 wurde er Mitglied des Corps Bremensia. Er war ein Schüler von Justus von Liebig und Assistent bei August Wilhelm von Hofmann in London und Berlin. In der Forschung und später in der Produktion widmete er sich vor allem der Herstellung von Anilinöl und Anilinfarben aus
Teerdestillationsprodukten. Martius entdeckte 1867 das Dinitronaphthol, den nach ihm benannten Wollfarbstoff Martiusgelb. Dies war der erste technisch angewandte Naphthalinfarbstoff. Er ist auch Entdecker des noch heute in der Textilfärbung verwendeten Azofarbstoffs Bismarckbraun Y, den er nach dem Reichskanzler Otto von Bismarck benannte.
Im Jahr 1867 gründeten Paul Mendelssohn Bartholdy der Ältere und er in Boxhagen-Rummelsburg bei Berlin die Gesellschaft für Anilinfabrikation mbH, aus der 1873, nach dem Kauf der Chemischen Fabrik Dr. Jordan in Alt-Treptow bei Berlin, die Aktiengesellschaft für Anilinfabrikation (Agfa) hervorging, deren Oberleitung er nach dem Tod des Partners im Jahr 1880 bis zu seinem Ausscheiden 1898 innehatte.
Ebenfalls im Jahr 1867 war er Gründungsmitglied der Deutschen Chemischen Gesellschaft, 1874 war er Vorsitzender des Patentschutzvereins und 1877 wurde er Nichtständiges Mitglied im Reichspatentamt sowie Gründungsmitglied des Vereins zur Wahrung der Interessen der chemischen Industrie Deutschlands. Außerdem war er Mitglied im Wirtschaftlichen Ausschuss, im Reichsversicherungsamt und in der Eisenbahn-Tarifkommission; er beteiligte sich 1911 an der Gründung des Kaiser-Wilhelm-Instituts für Chemie.
Martius gehörte zu den Gründungsmitgliedern des Deutschen Vereins für den Schutz des gewerblichen Eigentums („Grüner Verein“), dessen erstem Vorstand er ab 1891 angehörte. 1895 wurde er mit dem Vorsitz im Verein betraut, von dem er 1899 wieder abtrat. Nach seinem Tod wurde ihm die Ehrenmitgliedschaft verliehen. Von 1916 bis 1918 saß von Martius im Preußischen Herrenhaus.

## Namensgeber für Straße
Nach Alexander von Martius wurde im Bad Reichenhaller Stadtteil Karlstein die Von-Martius-Straße benannt. ⊙